# Aldo Monges
Aldo Monges (Córdoba, 17 de enero de 1942 - Buenos Aires, 19 de julio de 2025) fue un cantante folclórico-melódico argentino, popularmente conocido como «El Trovador Romántico».

## Biografía
Empezó a cantar desde los 5 años en reuniones familiares y de escuela, a los 12 ya empieza a componer y a destacarse como autor, más tarde Horacio Guarany lo impulsaría a interpretar sus propias composiciones, las cuales ya despuntan en su primer álbum Olvídame muchacha, de 1971.
Participó como intérprete musical en dos películas: La carpa del amor y Los éxitos del amor, ambas de 1979. 
Fue amigo del maestro Cuco Sánchez de quien grabó varios temas, lo conoció cuando Aldo viajó durante ocho años seguidos por México y Estados Unidos. Según Aldo, Cuco Sánchez fue su ídolo desde los 13 años. 
Su tema Canción para una mentira, de su primer álbum, obtuvo una considerable difusión por aquella época, éxito que fue utilizado por mucho tiempo como cortina musical en el popular programa de televisión "Argentinísima" de Julio Mahárbiz.
Entre sus éxitos, mayormente de los años setenta, podrían citarse Brindo por tu cumpleaños, Qué voy a hacer con este amor y Olvídame muchacha, entre otros temas. 
Falleció el 19 de julio de 2025, luego de atravesar un período prolongado de enfermedad.

## Discografía
1. Olvídame muchacha (1971)
2. Dime porqué lloras (1972)
3. Querida tristeza (1973)
4. El Trovador Romántico de Córdoba (1974)
5. Canciones de amor (1976)
6. La voz del amor (1977)
7. El Trovador (1979)
8. La vuelta de un triunfador (1980)
9. Retrato de Aldo Monges (1981)
10. La vuelta del Trovador Romántico de América (1984)
11. Mi viejo (1988)
12. Voy a gastarte la piel (1992)
13. Las malas mujeres (1994)
14. La vuelta del Trovador (nueva grabación, 2005)

Con Daniel Toro y Carlos Torres Vila
1. Los románticos de la canción argentina (1977)
2. Los románticos de la canción argentina, vol. 2 (1979)